# 1943年南非大选
1943年7月7日，南非聯邦举行大选，选出眾議院150名新议员。 扬·史末资领导的統一黨依旧取得多数席次。
虽然統一黨於該次选举取得勝利，但因当时特殊的战时环境，例如现役士兵被允许投票，以及史末资当时作为盟国领袖為出名，因此被認為可能誇大人民對統一黨的依賴程度。
选举结果低估了阿非利卡人对國民黨的支持，因为当时许多刚迁移到城市的阿非利卡人没有被登记为选民；此外，各阿非利卡人党派间的内斗也减若其在选举中获得的支持。然而，这次选举使丹尼尔·马兰在阿非拉卡人民族主义者之中声名大噪，为其最终在1948年南非联盟大选领导联合国民党的胜利打下基础。

## 选举背景
1938年到1943年期间，南非联盟政局剧变。統一黨在1939年因南非是否加入第二次世界大战的问题而分裂。自1924年以来，南非总理国民党的赫尔佐格将军一直主张南非应保持中立。但当时的副总理南非党的扬·史末资将军则支持南非加入二战。因此，国民党与南非党的联合内阁在这个问题上意见不一，最终必须通过议会表决以解决。
最终，史末资在议会表决投票中获胜。随后，他组建了一个战时内阁；史末资的战时内阁包括統一黨的主战派，以及自由领党和工党的成员。
赫尔佐格和他的追随者离开了統一黨；并随后创立人民党；晚些时候，人民党与马兰的纯正国民党合并，组成联合民族党；从1940年1月起，赫尔佐格是联合民族党的第一任党魁，但在这一年的晚些时候，赫尔佐格在与他的新同事闹翻后辞职，他与追随者成立了阿非利卡人党。
另一位阿非利卡人民族主义政治家和前内阁部长奥斯瓦尔德·皮罗组建了新秩序党。这起初是国民党内的一个派别，但后来成为一个新的极右政党。

## 土著代表
根据《1936年土著代表法》从开普省特别选区选出代表黑人选民权益的白人议员的第一任期虽于1942年6月30日结束。然而这些席位并没有因而空出，因此1943年选举之时并非竞选150个空议席。三个特别代表席位在1942年下半年的不同日期通过补选来填补，分别是1942年8月19日、1942年10月26日和1942年10月29日。这些新补选出的特别代表议员的第二任期于1948年6月30日结束。

## 选区划分
《1909年南非法案》规定由一个划界委员会来规划选区划分；根据1942年第八次划界报告，各省的代表情况见下表。括号内的数字是上一次（1937年）划界时的选区数量。如果括号内没有数字，则表示没有变化。 
| 省   | 开普    | 纳塔尔 | 奥兰治自由邦 | 德兰士瓦 | 总计 |
| ---- | ------- | ------ | ------------ | -------- | ---- |
| 划分 | 56 (59) | 16     | 14 (15)      | 64 (60)  | 150  |

上表不包括开普省的三个土著代表议席；因为这些席位没有被包括在根据《1909年南非法案》划定的总议席之中。

## 选举结果
| 政党                                 | 政党               | 票数      | %      | 席数 | +/– |
| ------------------------------------ | ------------------ | --------- | ------ | ---- | --- |
|                                      | 統一黨             | 435,297   | 49.68  | 89   | –22 |
|                                      | 联合国民党         | 321,601   | 36.70  | 43   | New |
|                                      | 工黨               | 38,206    | 4.36   | 9    | +6  |
|                                      | 自治領黨           | 29,023    | 3.31   | 7    | –1  |
|                                      | 阿非利卡人党       | 15,601    | 1.78   | 0    | New |
|                                      | 社會黨             | 6,350     | 0.72   | 0    | –1  |
|                                      | 獨立人士           | 30,185    | 3.44   | 2    | +2  |
| 原住民代表                           | 原住民代表         |           |        | 3    | 0   |
| 总共                                 | 总共               | 876,263   | 100.00 | 153  | 0   |
|                                      |                    |           |        |      |     |
| 有效票数                             | 有效票数           | 876,263   | 98.94  |      |     |
| 无效及空白票数                       | 无效及空白票数     | 9,360     | 1.06   |      |     |
| 总票数                               | 总票数             | 885,623   | 100.00 |      |     |
| 已登记选民／投票率                   | 已登记选民／投票率 | 1,114,110 | 79.49  |      |     |
| 资料来源：African Elections Database |                    |           |        |      |     |

### 按省份计算
| 政党           | 开普 | 纳塔尔 | 奥兰治 | 德兰士瓦 | 总计 |
| -------------- | ---- | ------ | ------ | -------- | ---- |
| 統一黨         | 35   | 6      | 1      | 47       | 89   |
| 联合国民党     | 19   | 0      | 13     | 11       | 43   |
| 工党           | 1    | 2      | 0      | 6        | 9    |
| 自治领党       | 1    | 6      | 0      | 0        | 7    |
| 阿非利卡人党   | 0    | 0      | 0      | 0        | 0    |
| 社会党         | 0    | 0      | 0      | 0        | 0    |
| 獨立人士       | 0    | 2      | 0      | 0        | 2    |
| 总计           | 56   | 16     | 14     | 64       | 150  |
| 来源: Keesings |      |        |        |          |      |